# Terremoto de Birmania de 2011
El terremoto de Birmania de 2011 fue un terremoto de magnitud 6,8 en la escala de magnitud de momento registrado el día 24 de marzo de 2011 a las 08:25 hora local y 13:55 hora UTC, registrándose un total de 151 muertos. Tuvo dos réplicas, una de magnitud 4.8, otra con una magnitud de 5,4 y dos choques posteriores con una magnitud de 5.0 y 6.2. La mayor parte de las muertes se produjeron en pequeños pueblos que están diseminados por las montañas(zonas de difícil acceso)

## Epicentro
El epicentro de este terremoto se ubicó a 10 kilómetros de profundidad y a 89 kilómetros al norte de Chiang Rai, en Tailandia, y a 589 de Rangún, la capital de Birmania.